# Cambiamento (album)
Cambiamento è l'ultimo album del gruppo musicale italiano degli Squallor, pubblicato nel 1994.
La copertina originale del disco prevedeva una caricatura del leader leghista Umberto Bossi con uno scroto al posto del mento: venne però censurata, probabilmente per ingerenze della casa discografica, e sostituita da uno sfondo bianco con il titolo scritto a lettere colorate.

## Descrizione
Gigi Sabani è la new-entry del gruppo: sua la voce che imita quella di Vasco Rossi in Albachiava e di Julio Iglesias in Preservame Atù. Canta anche il consueto brano in napoletano del disco, nell'occasione Filumena, data l'impossibilità di Totò Savio, reduce da un intervento alle corde vocali.

## Tracce
1. Preservame Atù
2. Mafia (Che fare se non c'è)
3. Albachiava
4. Socrate
5. Albachiava [Live]
6. Cicerone
7. Pierpaolo sabato sera
8. Euripide
9. Ma questa è un'altra storia
10. Pubblicità
11. Berta 2 - Il cambiamento
12. Omero
13. Filumena
14. Platone culone
15. Nataloff
16. Kant
17. Cuba
18. Pitagora
19. Acqua marcia
20. Albachiava (Versione Karakozze)

## Formazione
- Alfredo Cerruti
- Totò Savio
- Giancarlo Bigazzi
- Gigi Sabani